# José Fábio Santos de Oliveira
José Fábio Santos de Oliveira (sinh ngày 21 tháng 4 năm 1987) là một cầu thủ bóng đá người Brasil.

## Sự nghiệp câu lạc bộ
José Fábio Santos de Oliveira đã từng chơi cho Mito HollyHock, Shonan Bellmare và Tokushima Vortis.

## Thống kê câu lạc bộ

### J.League
| Đội              | Năm       | J.League | J.League | J.League Cup | J.League Cup | Tổng cộng | Tổng cộng |
| Đội              | Năm       | Trận     | Bàn      | Trận         | Bàn          | Trận      | Bàn       |
| ---------------- | --------- | -------- | -------- | ------------ | ------------ | --------- | --------- |
| Mito HollyHock   | 2005      | 13       | 3        | -            | -            | 13        | 3         |
| Shonan Bellmare  | 2006      | 15       | 3        | -            | -            | 15        | 3         |
| Tokushima Vortis | 2009      | 30       | 3        | -            | -            | 30        | 3         |
| Tổng cộng        | Tổng cộng | 58       | 9        | 0            | 0            | 58        | 9         |